# Tampa
Tampa amerikai nagyváros Floridában, Hillsborough megye székhelye. Florida harmadik legnagyobb városa Jacksonville és Miami után. Tampa része az úgynevezett Tampa Bay (Tampa-öböl) területnek, hivatalos nevén a Tampa-St. Petersburg-Clearwater agglomerációnak. Ez az agglomeráció kb. 2,7 millió lakosú, ezzel ez az állam második legnagyobbja Miami-Fort Lauderdale-West Palm Beach, rövidebben Dél-Florida után.

## Története

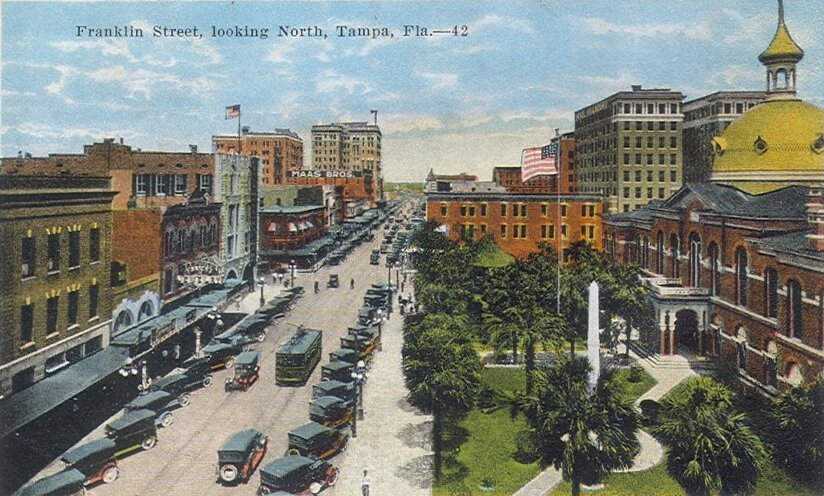
Tampa az 1910-es, 20-as években

A „tampa” szót az amerikai őslakosok használták annak a területnek a megnevezésére, ahol az első európai telepesek éltek Floridában. Jelentése nem tisztázott. Az USA 1821-ben szerezte meg az Adams-Onis Szerződésben Floridát a spanyoloktól. Ekkor még jelentős volt a területen a szeminol indián jelenlét. A fehérek, hogy a területet uralmuk alá vonják, egy erődöt építettek, amely a későbbi szeminol-háborúk egyik fontos helyszíne volt. Az erőd körzetében kezdett kialakulni egy kis falu, a későbbi Tampa. Tampát hivatalosan 1849. január 18-án alapították 185 lakossal. Az 1850-es népszámláláskor már 974 lelkes volt a település.
1883-ban foszfátot találtak Tampától nem messze, ezután hamarosan becsatlakozott a vasúthálózatba, ami lehetővé tette a gazdasági fejlődés beindulását. Hamarosan egy cigarettagyár is ideköltözött, olasz, és kubai bevándorlók ezreit foglalkoztatva.
A spanyol-amerikai háborúban a város volt az amerikai csapatok behajózási központja.
A 20. század első felében a szerencsejátékok, és a szesztilalom idején a csempészet bevételeiből megerősödött a maffia, melynek hatalmát a szicíliai gengszter, id. Santo Trafficante konszolidálta az 1950-es években.
1956-ban megalakult a Dél-Floridai Egyetem, ez jelentősen beindította Tampa északi részének fejlődését.
1988-ban csatolták New Tampát, egy 24 négyzetmérföldes ipari területet a városhoz, melyet a 90-es években jelentősen felfejlesztettek.
A légkondicionáló berendezések elterjedésével egyre több amerikai költözik le az USA északi vidékeiről Floridába, így Tampába is, ezért a terület lakossága dinamikusan nő.

## Földrajz
Tampa két öböl, a Hillsborough-öböl, és az Old Tampa-öböl találkozásánál fekszik. E kettő együtt formálja a Tampa-öblöt. Tampa fő vízforrása a Hillsborough folyó, mely a Tampa-öbölbe ömlik.
A város területe 441,9 km², ennek 34,31%-a (151,6 km²) víz borította.
Éghajlata szubtrópusi. Az év során a csúcshőmérséklet 18 és 35 °C között mozog, míg a legalacsonyabb hőmérséklet ritkán kisebb, mint 0 °C. Az eddig mért legmagasabb hőmérséklet 37 °C volt, 1985. június 5-én. A nyarakon általában magas a páratartalom, a nappali csúcshőmérséklet kb. 32 °C. Nyári éjszakákon nem hűl le jelentősen a levegő, ilyenkor 23 °C alá nem nagyon süllyed a hőmérséklet. Rendkívül sok a napsütés az év minden szakaszában.
Nyáron gyakoriak a zivatarok. Ezek igen komolyak is lehetnek, sokszor erős szél, és jégeső kíséri őket. Tornádók is előfordulhatnak. Éjszakánként sokszor elvonulnak a Mexikói-öböl fölé, ilyenkor látványos fényjátékoknak lehetünk szemtanúi.
Tampát is érinti a júniustól novemberig tartó Atlanti-óceáni hurrikánszezon, mely csúcspontját szeptemberben éri el. Tampát 2-3 évente sújtja hurrikán, legutoljára az addigra már meggyöngült Jean-hurrikán érte el. Igazi hurrikáncsapás utoljára 70 éve érte Tampát. A várost az USA „villámfővárosának” is nevezik, utalva a gyakori villámcsapásokra.

## Demográfia
Tampa lakossága a 2000-es népszámlálás szerint 303 447 fő volt, a népsűrűség 1045,4 fő/km². A lakosság 51%-a fehér, 19,29%-a hispán, 26,07%-a afroamerikai, 0,38%-a amerikai őslakos, 2,15%-a ázsiai, 0,09%-a hawaii, vagy óceániai, 4,17%-a egyéb etnikai csoport tagja, 2,92% pedig vegyes származású. A legtöbb hispán, vagy más néven latino puerto ricó-i származású.
A 124 758 háztartás 24,6%-ban volt 18 év alatti gyermek, 36,4%-uk egy házaspárt jelentett, 16,1% egyedülálló nő férj nélkül, 42,9% pedig nem család volt.
A háztartások átlagos jövedelme 34 414 dollár volt, a családoké 40 517. Az egy főre eső jövedelem 21 953 dollár volt. A lakosság 18,1%-a élt a szegénységi küszöb alatt.

## Gazdaság
A város gazdaságának gerincét, más tengerparti floridai városokhoz hasonlóan a szolgáltatások, és a turizmus adja. Tehetősebbek emberek szerte az USA-ban téli házakat tartanak fenn itt, a Tampa Palms negyed pedig népszerű visszavonult sportolók körében. A nagyobb amerikai cégeknek általában vannak helyi kirendeltségeik Tampában. Rendkívül sok híváskezelő központ található itt.
A belvárosban jelenleg hatalmas munkálatok folynak, melynek célja, hogy a 2009-es Super Bowlra, melynek a város ad otthont, több mint 43 öröklakás, és hotel épüljön fel. Mivel a telekköltségek igen magasak, az épületek egy része felhőkarcoló lesz (lásd: Trump Tower Tampa).
A város kikötője az USA-ban a hetedik legnagyobb, az államban pedig az első (a tonnákat figyelembe véve), ezért nem meglepő, hogy az állam tengeri kereskedelmének több, mint a fele itt bonyolódik le.

## Oktatás

### Felsőoktatás

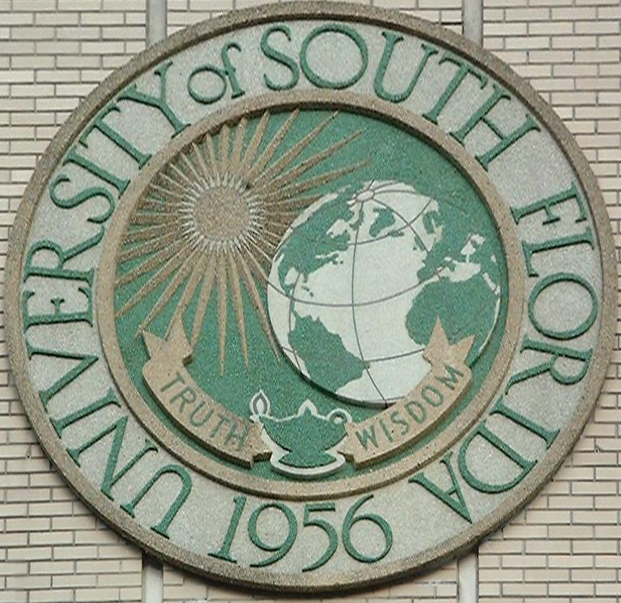
A Dél-Floridai Egyetem címere

A város összesen 8 felsőoktatási intézménynek ad otthont:
- Florida Metropolitan Egyetem (FMU)
- Hillsborough Közösségi Főiskola
- Délnyugat-Floridai Főiskola
- Stetson Egyetem Jogi Kar
- Strayer Egyetem
- Troy Egyetem
- Dél-Floridai Egyetem (USF)
- Tampai Egyetem

### Egyéb
Tampában van az American Tesol program központja. A program célja olyan tanárok képzése, akik külföldön tanítanak angol nyelvet. Az érettségivel rendelkezők leginkább Ázsiában kapnak lehetőséget, míg aki felsőfokú oklevéllel rendelkezik, lényegében a világ bármely pontjára mehet tanítani.

## Látnivalók

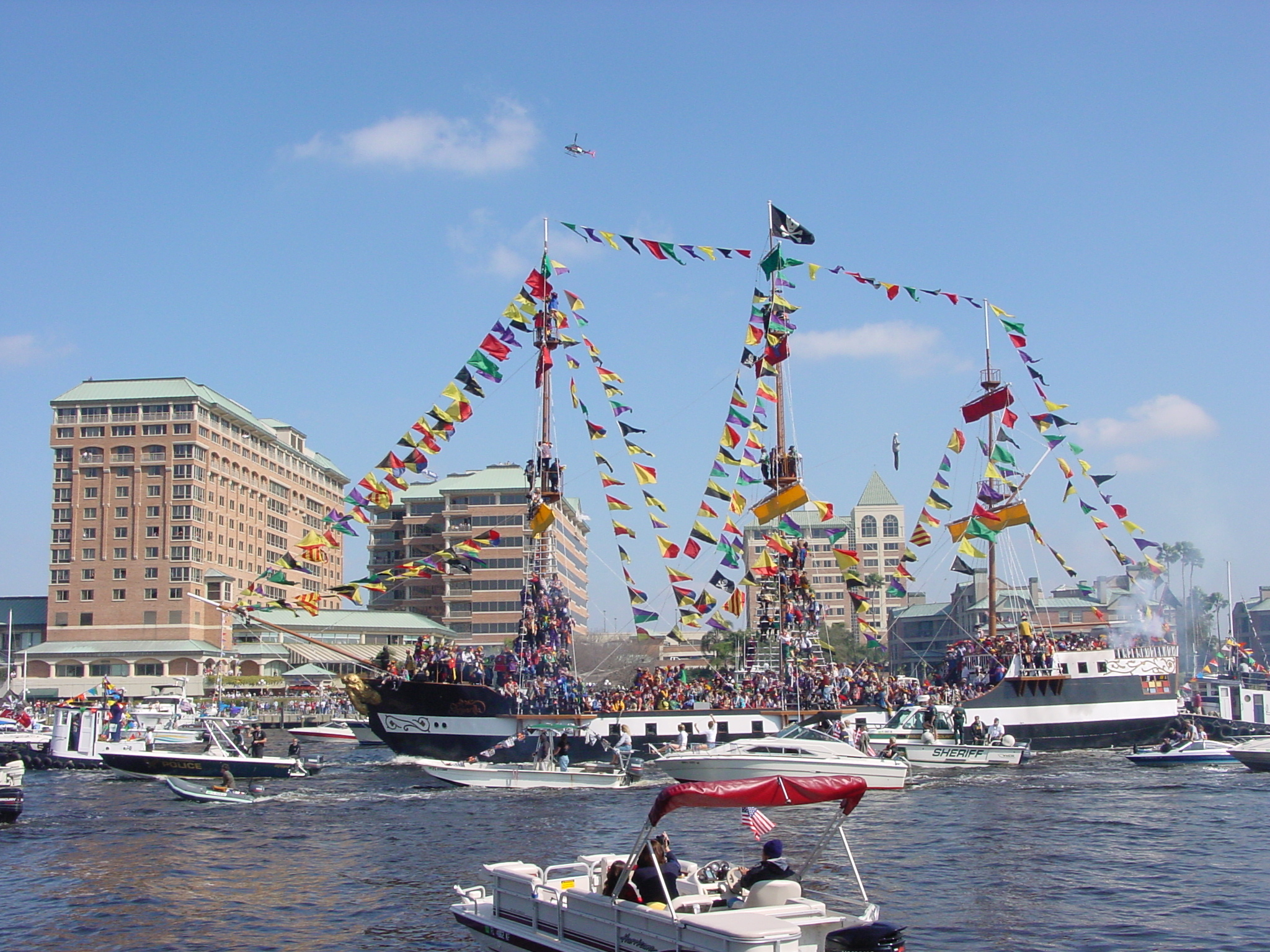
A Gasparilla Kalózfesztivál fő látványossága, a fő kalózhajó, amellyel „megszállják” a várost

- Florida Aquarium

A Florida Aquarium egy háromemeletes, üvegkupolás akvárium, amely Florida tengeri élővilágát mutatja be.
- Tampa Bay Performing Arts Center

Az USA délkeleti részének legnagyobb performanszoknak otthont adó komplexuma. Programján többek között balett, opera, valamint színházi művek előadása szerepel.
- Skatepark of Tampa

Világhírű görkorcsolyapálya. Itt tartják a híres Tampa Pro, és a Tampa Am versenyeket.
- Tampa Bay History Center

Tampa életéhez kapcsolódó tárgyak, ruhák, térképek kiállítása, mely a Tampa-öböl történetét eleveníti fel 12 000 évvel ezelőttől napjainkig.
- Graphicstudio

Híres grafikai központ a Dél-Floridai Egyetemen
- SS American Victory

Egy egyedi, hadihajókról szóló kiállítás a második világháborús SS American Victory kereskedőhajó fedélzetén, mely főként a második világháború, valamint a koreai és a vietnámi háború hadihajózási érdekességeire koncentrál.
- Gasparilla Kalózfesztivál

Tampa városában 1904 óta minden év januárjában megrendezik a Gasparilla Kalózfesztivált, ez egy utcabál, mely során kalózhajón érkező, kalózruhába öltözött városlakók vonulnak végig a Bayshore sugárúton, és aprópénzt, gyöngyöket hajigálnak szét. A látványosságnak évente kb. 400 000 látogatója van. A fesztivál nevét a híres kalózról, José Gasparról kapta, aki az öbölben tevékenykedett.

## Sport
Tampa 4 professzionális csapatsportban képviselteti magát. Ezek közül 3 helyileg is Tampában székel, míg a Tampa Bay Rays MLB-csapat a szomszédos St. Petersburgben játssza a mérkőzéseit. A csapatok neve mind Tampa Bay-jel kezdődik, nem csak simán Tampával, jelezve, hogy az egész körzetet képviselik.
A csapatok a következőek:
| Csapat               | Liga | Sportág         | Alapítás |
| -------------------- | ---- | --------------- | -------- |
| Tampa Bay Buccaneers | NFL  | amerikaifutball | 1976     |
| Tampa Bay Lightning  | NHL  | jégkorong       | 1991     |
| Tampa Bay Storm      | AFL  | aréna futball   | 1987     |
| Tampa Bay Rays       | MLB  | baseball        | 1998     |

A tampai csapatok az elmúlt időben igen sikeresnek mondhatók. Az első, ún. „major sportban” a várost képviselő csapat a Buccaneers amerikaifutball-csapat volt, melyet 1976-ban alapítottak. Ez a csapat sokáig az NFL legrosszabbjának volt kikiáltva, de az utóbbi időben szép sikereket ért el, ezek közül is kiemelkedő a 2002-es Super Bowl megnyerése. A Tampa Bay Lightning 1991-ben alakult meg, ők a 2003-2004-es NHL jégkorong-bajnokság győztesei. A Storm az aránylag ismeretlen aréna futball liga egyik domináns csapata, ők Pittsburgh-ből költöztek a városba 1991-ben. 5-ször nyerték meg az AFL-t, utoljára 2003-ban. A legfiatalabb nagy csapat a Devil Rays, mely 1998-as létrehozása óta egyelőre a baseball-bajnokság egyik leggyengébb csapata, eddigi 8 szezonjukból 7-szer végeztek a csoportjuk utolsó helyén. Ez persze már a múlt, hiszen 2008-ban a csapat bejutott a rájátszásba. De nem csak bejutott, hanem egészen a World Series-ig menetelt, ahol a Philis-től kapott ki. Így a Rays 2008-ban a második legjobb baseball csapat lett az Egyesült Államokban.
Érdekes, hogy két csapat – a Lightning, és a Storm – neve is a helyi, gyakran viharos időjárásra utal.
Tampának voltak ma már megszűnt major csapatai is, ezek közül kettő labdarúgócsapat volt. Az első a Tampa Bay Rowdies, amely a ma már nem létező North American Soccer League berkein belül játszott. Ők nyerték az első ún „Soccer Bowlt”, ami így a város első nagy sportgyőzelme volt. Bár az NASL 1984-ben megszűnt, a Rowdies egészen 1993-ig folytatta különböző teremfoci-bajnokságokban. A Tampa Bay Mutiny a jelenlegi labdarúgó-bajnokság, az MLS tagja volt 1996-tól 2001-es megszűnéséig. A Tampa Bay Bandits a kérészéletű amerikaifutball-ligában, a USFL-ben játszott annak három évében. Rövid léte ellenére a Bandits rendkívül népszerű csapat volt Tampában, ez nagyrészt játékstílusuknak köszönhető, az ún. „bandit-playnek”. E 3 év alatt messze túlszárnyalták NFL-es „testvéreiket”, a Buccaneers-t mind pályán elért sikerekben, mind rajongótáborban. Megszűnésük után a Bucs nem kevesebb, mint 17 játékost vett át a csapattól 1987-ben.

## Testvérvárosok
- – Agrigento, Olaszország
- – Barranquilla, Kolumbia
- – Córdoba, Argentína
- – Granada, Nicaragua
- – İzmir, Törökország
- – Le Havre, Franciaország
- – Oviedo, Spanyolország
- – Camarines Sur, Fülöp-szigetek